# Erdélyi Magyar Szó
Erdélyi Magyar Szó politikai hetilap Kolozsvárt 1939 júniusa és 1940 júniusa között, Szabó Árpád szerkesztésében, Bányai László irányítása alatt.

## Irányvonala, munkatársai
A királyi diktatúra körülményei között a feloszlatott MADOSZ politikai vonalát követte: harcolt a demokratikus rendszer megteremtéséért, a román-magyar testvériség gondolatának tudatosításáért, a dolgozók jogaiért és a nemzetiségi elnyomás ellen. Rendszeresen közölt irodalmi anyagot a haladó magyar íróktól. Belső munkatársai között volt Méliusz József és Vincze János, dolgozott a lapban Balogh Edgár, Csehi Gyula, Gáll Ernő, Jordáky Lajos, Józsa Béla, Nonn György, Kovács Katona Jenő, Nagy István.
Az irodalomból sok Petőfi-verset közöl, és közvetíti az olvasókhoz József Attila, Illyés Gyula és Móricz Zsigmond írásait. A szerkesztőség megrendezte a Népi Toll Versenyét. Itt indult el írói útjára Bonczos István, itt közölte első írását Kovács István, a későbbi munkás-emlékíró. A lap szervezte meg 1939. december 31-én az erdélyi magyar munkások, parasztok és értelmiségiek népi találkozóját, vállalva és átmentve a vásárhelyi találkozó demokratikus tételeit olyan viszonyok közt, amikor a fasizmus előre törése miatt a fiatal értelmiség s az írók egy része elkerülte az együttműködést a dolgozók radikális képviseletével.
Az Erdélyi Magyar Szó szellemi irányát az 1. szám vezércikke így fogalmazta meg: "Erdély a magyar népi műveltség s a vele egy tőből fakadó magyar szabadságtudat átmentője századokon át, a nyugati haladó gondolat őrállomása, de bástya a nyugat felől jövő hatalmi törekvésekkel szemben. Erdély az ébredő román nemzeti öntudat és egység bölcsője is s az erdélyi magyar haladó szellem már a reformáció hajnalán segítő társa annak. Az erdélyi közös népi sorstudat ma sem tehet mást, mint termékeny kölcsönhatással éleszteni egymásban az együvétartozás, a közös ellenállás tudatát minden újabb megpróbáltatással szemben. Az egymásra utalt kis népek közötti ellentétek kiélezése helyett úttörővé válni a közös kibontakozáshoz."